# ちえくらべ少年探偵局
『ちえくらべ少年探偵局』（ちえくらべしょうねんたんていきょく）は、1961年2月21日から同年8月25日までTBS系列局で放送されていたTBS製作の子供向けのクイズ番組である。全26回。

## 概要
毎回小学生の紅組と白組に分かれ、仕掛けをベースにしたクイズ番組。トニー谷のTBSテレビでの初出演番組となった。
内容は、○×クイズが主な問題を抱えている。出題者は「問題を解いて調査するという謎を解く」というベースが取り入れられていた。後半戦ではジェスチャーゲームを対抗するクイズが支流となっている。なお、どちらには優勝賞品として番組スポンサーからプレゼントされていた。
この番組で300人のオーディションとなったナガイ坊や役と雪ん子役には、鈴木雅英と角本みゆきが選ばれた。番組の由来であるナガイ丸とヤマブン丸は、スポンサーの山文製菓と東京ナガイのアナグラムから取っている。

## 放送時間
いずれも日本標準時。
- 火曜 18:15 - 18:45（1961年2月21日 - 1961年7月4日）[1]
- 金曜 18:15 - 18:45（1961年7月14日 - 1961年8月25日）[1]

## 出演者
- トニー谷（司会・探偵長）
- 佐藤信子（出題者・助手）
- 古川潤子（紅組『ナガイ丸』のキャプテン）
- 古川由子（白組『ヤマブン丸』のキャプテン）
- 鈴木雅英（紅組『ナガイ丸』のナガイ坊や役）
- 角本みゆき（白組『ヤマブン丸』の雪ん子役）

## 提供
- 山文製菓 - 『山文のみづほ焼』名義。
- 東京ナガイ - 『ナガイのふりかけ海苔』名義。